# Feria Internacional de Santiago
La Feria Internacional de Santiago (FISA) es una feria chilena realizada en el Parque Cerrillos, en Maipú, Santiago, que era organizada por la empresa FISA, filial de la Sociedad Nacional de Agricultura (SNA).

## Historia
Tuvo su primera edición entre el 19 de octubre y el 3 de noviembre de 1963, cuando reemplazó a la Exposición Agrícola, Ganadera e Internacional que se llevó a cabo por primera vez en 1869 en el costado oriente de la Estación Central de Ferrocarriles, realizándose desde el año siguiente en la Quinta Normal, lugar en donde se llevó a cabo hasta octubre de 1962, y la última en 1998.
Los terrenos del recinto ferial estaban ubicados en Camino a Melipilla 10001, y la habilitación del espacio para albergar a la feria estuvo a cargo de los arquitectos Carlos de Landa, Andrés Balmaceda y Eugenio Cienfuegos, con las obras llevadas a cabo por Compañía Técnica y Comercial S.A., Tecsa.
En la feria se exponían los principales adelantos tecnológicos y aparatos de moda provenientes de los países del «primer mundo», sirviendo como plataforma para la realización de negocios entre empresas chilenas y foráneas, en el área de las exportaciones, importaciones e inversiones extranjeras en Chile. Entre los elementos presentados por primera vez en Chile en la FISA se encontraban el cubo Rubik, el resorte arcoíris, el Gameboy y los minicomputadores.
Las empresas expositoras aprovechaban la FISA para poder presentar nuevos productos o servicios: por ejemplo, en la edición de 1966 la Compañía de Teléfonos de Chile exhibió las nuevas cabinas telefónicas públicas que comenzaron a instalarse en las calles de Santiago en los meses siguientes. También se realizaba la elección de una reina entre las participantes de los diversos puestos; la primera «Miss FISA» fue Luz María Gilbert Salinas, elegida el 2 de noviembre de 1963.
Desde la década de 1990, FISA ha realizado otras ferias técnico-profesionales, como la Exhibición y Congreso Mundial para la Minería Latinoamericana (Expomin), realizada desde 1990; la Exhibición y Conferencia Internacional Marítima y Naval para Latinoamérica (Exponaval), coorganizada por la Armada de Chile desde 1998; y la Feria de la Oferta Inmobiliaria de Santiago (Expovivienda).
En mayo de 2022 FISA anunció que se realizaría una nueva versión de la feria después de 24 años tras su última edición; se llevó a cabo del 16 al 20 de noviembre en un nuevo recinto ferial ubicado en la Ruta 68.